# アラン・ボンデュー
アラン・ボンデュー（Alain Bondue、1959年4月8日 - ）は、フランス、ルーベ出身の元自転車競技選手。

## 来歴
トラックレースとロードレースの兼用選手。
アマ時代、1980年モスクワオリンピック、個人追抜で銀メダルを獲得。同大会終了後に、ラ・ルドゥトと契約を結んでプロ転向。1981年と1982年の世界選手権自転車競技大会、プロ個人追抜で優勝。システムUに移籍した1986年、ブエルタ・ア・エスパーニャで区間優勝、同年のツール・ド・フランスでは、リーダーのローラン・フィニョンらとともにチームタイムトライアル勝利に貢献した。
1987年に引退。引退後は、テレビ、ラジオの解説者を経て、1997年から2005年まで、コフィディスのゼネラル・マネジャーを務めた。

## 主な戦績
1979年
- トラックレース世界選手権 アマ個人追抜 3位
- フランス選手権 アマ個人追抜 優勝

1980年
- モスクワオリンピック
  -  個人追抜 2位
- フランス選手権 アマ個人追抜 優勝
- モスクワオリンピック終了後、プロ転向。

1981年
- トラックレース世界選手権 プロ個人追抜 優勝
- フランス選手権 プロ個人追抜 優勝

1982年
- トラックレース世界選手権 プロ個人追抜 優勝
- フランス選手権 プロ個人追抜 優勝
- ミラノ〜サンレモ 2位

1984年
- パリ〜ルーベ 3位

1985年
- フランス選手権 プロ個人追抜 優勝

1986年
- フランス選手権 プロ個人追抜 優勝
- ブエルタ・ア・エスパーニャ 区間1勝(第16)